# Campagnola Cremasca
Campagnola Cremasca (Campagnóla in dialetto cremasco) è un comune italiano di 665 abitanti della provincia di Cremona in Lombardia.

## Geografia fisica
Campagnola Cremasca si trova nella parte più settentrionale della provincia di Cremona e dista circa 4 chilometri da Crema. Il territorio, interamente pianeggiante e dedicato all'agricoltura, è attraversato dalla roggia Rino.

## Storia
Si menziona la località «Campaniola» in un documento del 949, ma non è chiaro se ci si riferisca piuttosto ad un'omonima frazione di Corte de' Cortesi. Campagnola Cremasca appare invece con certezza in una bolla papale del 1178 di Alessandro III, indicata con il nome di «San Pancrazio», dal santo patrono. Il villaggio entrò nel 1123 in possesso dei benedettini, i quali si diedero alla bonifica dei luoghi, prima resi paludosi dalle acque della roggia Rino: la creazione di campi idonei alla coltivazione del grano fece nascere i nomi di «Campagnola» e di «Campisico», vicina località ora nel limitrofo comune di Capralba.
Quando Giorgio Benzoni dispose, fra il 1407 e il 1410, la costruzione di numerose torri di guardia nei paesi intorno a Crema, anche Campagnola fu dotata di una sua struttura militare. Terminata la signoria dei Benzoni su Crema, venne meno la funzione militare della torre, che venne data in uso a privati, fino a quando nel 1565 il consiglio generale di Crema autorizzò gli abbattimenti e la vendita dei fondi su cui le torrette erano state costruite, al fine di raccogliere fondi per una miglior difesa della città. Di quella di Campagnola non rimane traccia, se non nel nome della Cascina Torre, tuttora esistente.
Da alcuni rogiti notarili del XIV e del XV secolo si apprende che Campagnola era all'epoca sotto la corte di Pianengo, a sua volta nel distretto di Crema.
Il territorio passò nel 1520 ai Canonici Regolari Lateranensi, che lo tennero fino al 1771. Fu ceduto quindi a Giovanni Torri di Brescia (1773), poi al nobile Faustino Bernardi (1775) e infine al notaio Andrea Tergnani (1776), entrambi cremaschi.
Nel 1862 il comune di Campagnola adottò, per evitare fraintendimenti con altre omonime località della provincia, il nome di Campagnola Cremasca. Nel 1927 il comune venne soppresso ed aggregato a quello di Cremosano; tornò autonomo nel 1953.

### Simboli
Lo stemma e il gonfalone sono stati concessi con decreto del presidente della Repubblica del 10 novembre 1997.
Le spighe di grano rappresentano la fecondità della campagna e il legame del borgo con la terra; la fascia ondata simboleggia la roggia Rino, lo storico canale irriguo che attraversa il territorio.
Il gonfalone è un drappo rettangolare di colore giallo.

## Monumenti e luoghi d'interesse

### Architetture religiose

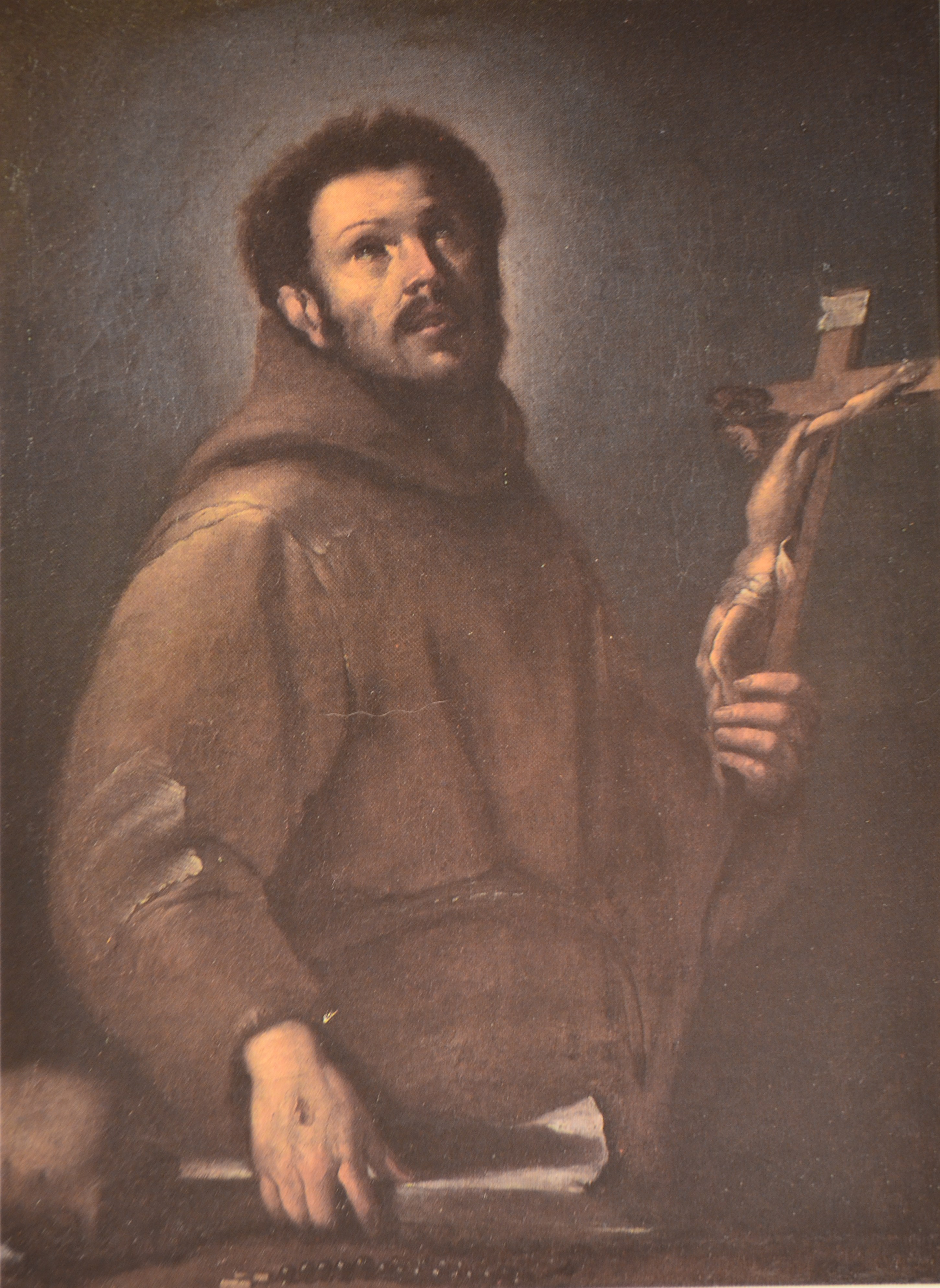
Bernardo Strozzi, San Francesco

La chiesa parrocchiale sorge sul luogo un tempo occupato dalla chiesa di San Pancrazio, eretta dai benedettini in stile romanico e già esistente nel XII secolo. Pur considerata di scarso valore architettonico ed artistico, ospita un notevole dipinto di Bernardo Strozzi, pittore noto ed apprezzato in ambito cremasco e probabilmente tra le fonti di ispirazione per i due principali pittori del seicento locale, il Barbelli e il Lucini. Si tratta di un San Francesco realizzato probabilmente nella fase centrale della sua produzione, a tratti simile ad altri conservati a Genova e Siena, ma rispetto ai quali non costituisce una variante o una replica, bensì un modello autonomo e originale.
Un altro luogo di culto è l'oratorio dell'Immacolata, eretto in località Ponte Rino nel 1621 e completato con un campanile nel 1722. L'oratorio di Santa Croce fu costruito in zona rurale nel 1743, ma venne demolito nel 1855.

### Architetture rurali
Si segnala la cascina Badia, il cui nome conserva traccia della presenza dei benedettini dipendenti dalla badia di Crema.

## Società

### Evoluzione demografica
Abitanti censiti

### Etnie e minoranze straniere
Al 31 dicembre 2020 i cittadini stranieri sono 22.

## Infrastrutture e trasporti

### Strade
Il territorio è attraversato dalle seguenti strade provinciali:
- CR SP 19 Crema-Capralba
- CR SP 80 Pianengo-Bottaiano

## Amministrazione
Elenco dei sindaci dal 1871 ad oggi
| Periodo | Periodo   | Primo cittadino        | Partito              | Carica  | Note             |
| ------- | --------- | ---------------------- | -------------------- | ------- | ---------------- |
| 1871    | 1872      | Giuseppe Regazzoni     |                      | sindaco |                  |
| 1872    | 1881      | Angelo Fornari         |                      | sindaco |                  |
| 1881    | 1896      | Vito Severgnini        |                      | sindaco |                  |
| 1896    | 1898      | Guido Ragazzoni        |                      | sindaco |                  |
| 1898    | 1908      | Francesco Raimondi     |                      | sindaco |                  |
| 1908    | 1914      | Francesco Severgnini   |                      | sindaco |                  |
| 1914    | 1917      | Augusto Severgnini     |                      | sindaco |                  |
| 1917    | 1928      | Giuseppe Ragazzoni     |                      | sindaco |                  |
| 1928    | 1953      | -                      |                      | -       | Comune soppresso |
| 1953    | 1954      | Attilio Gaboardi       |                      | sindaco |                  |
| 1954    | 1962      | Carlo Mariani          | Democrazia Cristiana | sindaco |                  |
| 1962    | 1966      | Carlo Mariani          | Democrazia Cristiana | sindaco |                  |
| 1966    | 1972      | Carlo Mariani          | Democrazia Cristiana | sindaco |                  |
| 1972    | 1978      | Carlo Mariani          | Democrazia Cristiana | sindaco |                  |
| 1978    | 1983      | Angelo Riboli          | Democrazia Cristiana | sindaco |                  |
| 1983    | 1988      | Virginio Riboli        | Democrazia Cristiana | sindaco |                  |
| 1988    | 1993      | Virginio Riboli        | Democrazia Cristiana | sindaco |                  |
| 1993    | 1997      | Oriele Maria Capelli   | indipendente         | sindaco |                  |
| 1997    | 2001      | Oriele Maria Capelli   | lista civica         | sindaco |                  |
| 2001    | 2006      | Giorgio Gelati         | lista civica         | sindaco |                  |
| 2006    | 2011      | Giorgio Gelati         | lista civica         | sindaco |                  |
| 2011    | 2016      | Agostino Guerini Rocco | lista civica         | sindaco |                  |
| 2016    | 2021      | Agostino Guerini Rocco | lista civica         | sindaco |                  |
| 2021    | in carica | Agostino Guerini Rocco | lista civica         | sindaco |                  |

## Galleria d'immagini

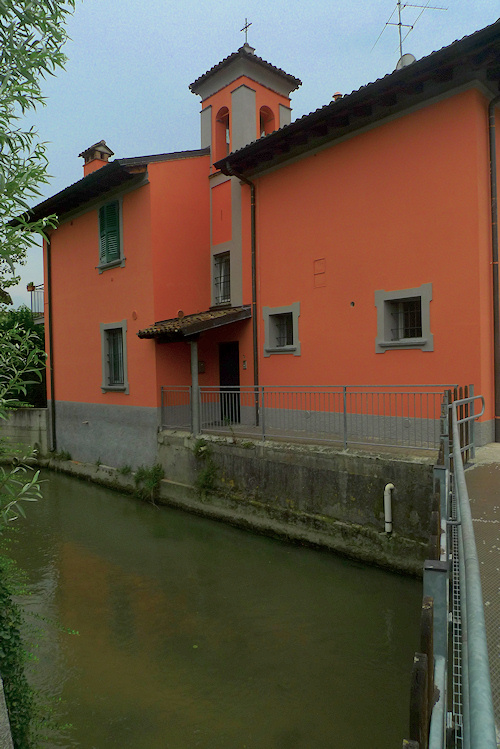
La roggia Rino durante l'attraversamento di Campagnola Cremasca
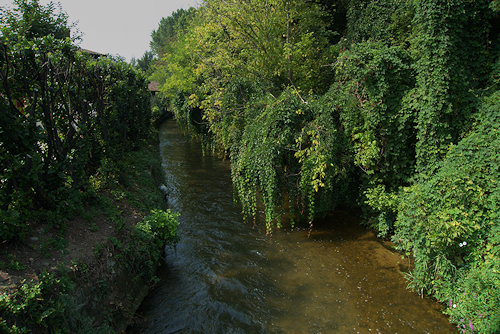
La roggia all'uscita di Campagnola Cremasca